# Fa'a'ā nemzetközi repülőtér
A Fa'a'ā nemzetközi repülőtér (IATA: PPT, ICAO: NTAA) Franciaország egyik tengeren túli nemzetközi repülőtere, Francia Polinéziában, Faaa közelében található. Éves utasforgalma 1 404 115 fő (2022).

## Futópályák
A repülőtér futópályái:
- 04/22

## Forgalom
Az utasforgalom az elmúlt években az alábbi módon változott:
| Utasok száma | 702 000 | 848 000 | 787 000 | 997 000 | 1 542 667 | 1 447 313 | 1 209 332 | 1 147 430 | 1 390 388 | 1 404 115 |
|              | 1980    | 1987    | 1992    | 1996    | 2000      | 2005      | 2009      | 2013      | 2018      | 2022      |